# Агапов, Борис Николаевич (писатель)
Бори́с Никола́евич Ага́пов (7 (19) февраля 1899 года, Тифлис — 6 октября 1973, Москва) — советский публицист, поэт и киносценарист. Заслуженный деятель искусств Латвийской ССР (1947), лауреат двух Сталинских премий 1-й степени (1946, 1948).
Считается одним из зачинателей советского производственного очерка. 

## Биография
Родился в Тифлисе (ныне Тбилиси, столица Грузии). Литературную деятельность начал там же. В 1921—1922 годах был секретарём Кавказского Бюро РОСТА. В 1922 году окончил филологический факультет Грузинского национального университета (первый выпуск) и в том же году переехал в Москву.
Совместно с К. Л. Зелинским, В. М. Инбер и И. Л. Сельвинским участвовал в организации «Литературного центра конструктивистов», работая над созданием идеологической и формальной программы этой литературной группировки. В первом поэтическом сборнике центра «Госплан литературы» (1924) выступил с рядом стихотворений и повестью в стихах «Топчук». Агапов, как и другие конструктивисты, активно разрабатывал «новый стих» — тактовик. Жил в Москве в знаменитом «Доме писательского кооператива» (Камергерский переулок, 2).
Как публицист, сотрудничал с газетами «За индустриализацию», «Известия», описывая работу инженеров, учёных, изобретателей, поэтизируя науку: «Материал для сотворения мира» (1933), «Технические рассказы» (1936), «Подвиг новаторов» (1950), «О прошлом, о разном, о будущем (великие полимеры)» (1960). Один из авторов книги «Беломорско-Балтийский канал имени Сталина» (1934). Книги путевых очерков «Поездка в Брюссель» (Библиотека «Огонёк», 1959).
В годы Великой Отечественной войны был редактором на Центральной студии кинохроники.

Лучшие сценарии Агапова отличаются масштабностью охвата событий, строгостью композиции, яркими портретными характеристиками современников.
— «Кино. Энциклопедический словарь» 1987
Преподавал во ВГИКе.

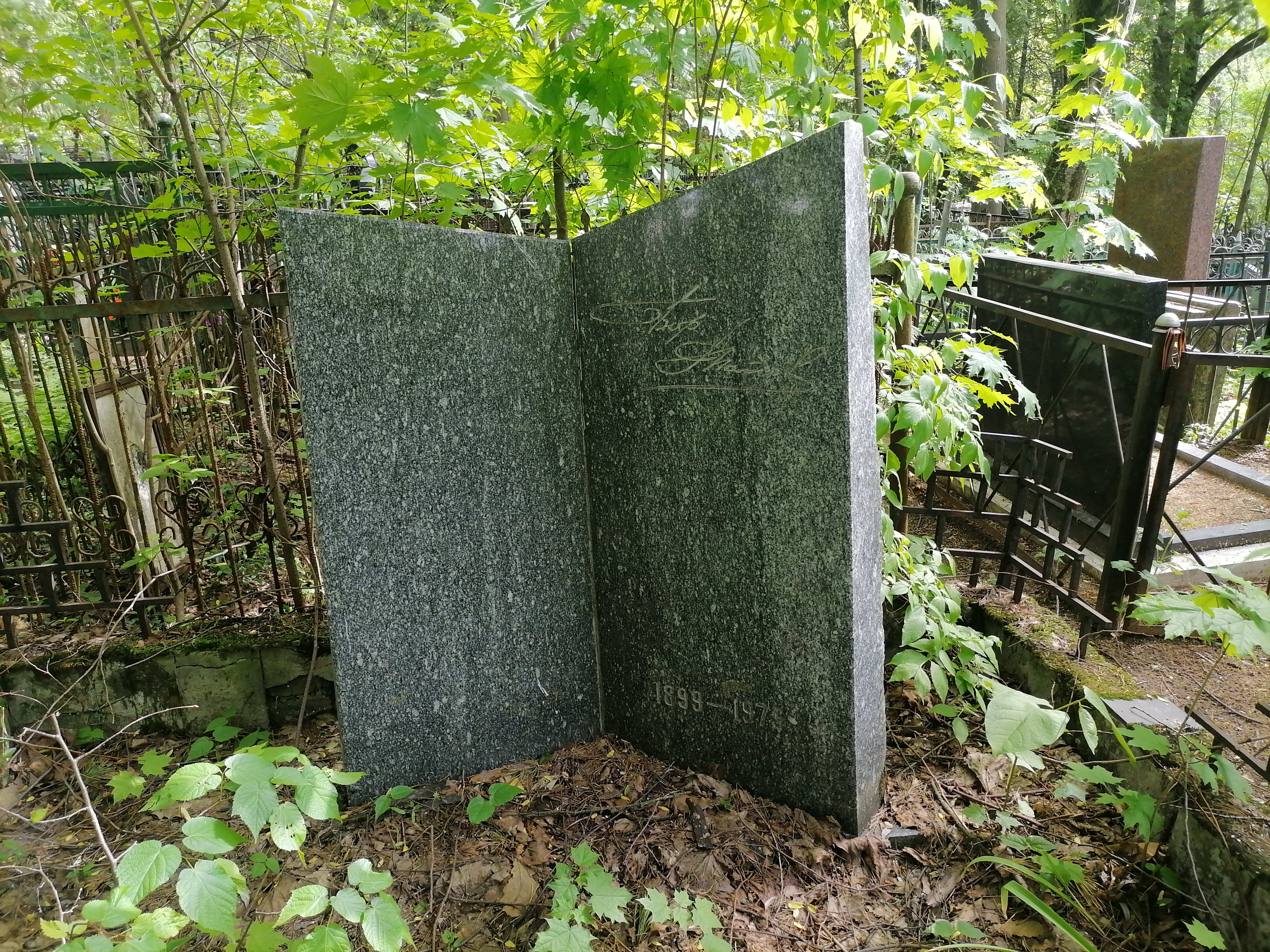
Могила Б. Н. Агапова на Переделкинском кладбище

Скончался 6 октября 1973 года в Москве. Похоронен на Переделкинском кладбище.

## Фильмография
- 1937 — Страна Советов (совместно с Э. Шуб; также закадровый голос)
- 1940 — Линия Маннергейма (автор текста)
- 1941 — Боевой киносборник № 5 — Лондон не сдастся!
- 1941 — Лицо врага / Фашизм будет разбит (совместно с Э. Шуб)
- 1942 — Иран (автор текста)
- 1943 — Урал куёт победу (совместно с В. Бойковым)
- 1945 — Возрождение Сталинграда (совместно с И. Посельским)
- 1947 — День победившей страны
- 1947 — Звериной тропой
- 1947 — Советская Латвия
- 1952 — День воздушного флота СССР
- 1957 — Незабываемые годы (совместно с И. Гореликом)
- 1959 — Атомный ледокол «Ленин»
- 1961 — Люди голубого огня (совместно с К. Симоновым)

## Награды и премии
- Сталинская премия 1-й степени (1946) — за фильм «Возрождение Сталинграда» (1945)[3];
- заслуженный деятель искусств Латвийской ССР (1947)[3];
- Сталинская премия 1-й степени (1948) — за фильм «День победившей страны» (1947)[3];
- премия имени М. В. Ломоносова (1964) — за фильм «Атомный ледокол „Ленин“» (1959)[1].